# 사토 쓰요시
사토 쓰요시(일본어: 佐藤 健, 1988년 2월 5일 ~ )는 일본의 전 축구 선수이다.

## 구단 경력
과거 SC 사가미하라에서 활동하였다.